# Ministerie van Algemene Oorlogvoering van het Koninkrijk
Het Ministerie van Algemene Oorlogvoering van het Koninkrijk (AOK of A.O.K.) was een ministerie van de Nederlandse regering in ballingschap tijdens de Tweede Wereldoorlog. Het werd in Londen opgericht bij Koninklijk Besluit van 21 mei 1942 ten tijde van kabinet Gerbrandy en opgeheven bij Koninklijk Besluit van 18 juli 1946 ten tijde van kabinet Beel. Het ministerie stond onder leiding van de voorzitter van de Rijksministerraad.
Het Ministerie van AOK nam een groot deel van de taken over van het ministerie van Algemene Zaken, dat in juli 1937 was opgericht en tijdens de Tweede Wereldoorlog zowel in Den Haag als in Londen in afgeslankte vorm bleef bestaan totdat het in 1945 werd opgeheven.
Minister-president Pieter Sjoerds Gerbrandy (21 mei 1942 - 23 februari 1945) coördineerde de oorlogsvoering vanuit dit nieuwe ministerie. Na de oorlog werd Gerbrandy opgevolgd door Wim Schermerhorn (24 juni 1945 - 3 juli 1946). Het kantoor van AOK was toen gevestigd op Plein 1813 nummer 4 in Den Haag. De functie van AOK veranderde na de oorlog. Schermerhorn maakt er een Kabinet Minister-President (KMP) van en de Regeringsvoorlichtingsdienst (RVD) die in september 1945 opgericht was, kwam onder AOK te vallen.
In 1946 wordt AOK opgeheven door Schermerhorns opvolger, minister-president Louis Beel. Op 11 oktober 1947 richtte deze het ministerie van Algemene Zaken weer op.